# The Ico & Shadow of the Colossus Collection
The Ico & Shadow of the Colossus Collection (ook wel The Team Ico Collection) is de collectie van de geremasterde PlayStation 2-spellen Ico en Shadow of the Colossus. De spellen zijn origineel ontwikkeld door Team Ico en voor deze collectie heeft Bluepoint Games geholpen met het remasteren en porten.

## Spellen
Ico:
Ico is een actie-avontuur/puzzel game ontwikkeld door Team Ico. In het spel bestuurt de speler een jongen met hoorns genaamd Ico.
Shadow of the Colossus:
Het hoofdpersonage Wander, een dappere jongen, wil een meisje terug tot leven wekken. Hij hoort verhalen van een kracht die de doden terug kan brengen naar deze wereld en wil er alles aan doen om van die verhalen werkelijkheid te maken. Hij steelt een magisch zwaard uit zijn dorp. Hij hoorde dat de enige manier om zijn queeste te vervullen is de colossi te verslaan, en de enige manier om ze te verslaan is door middel van het zwaard de zwakke plek van de colossus te vinden en met het zwaard toe te slaan. De colossi zijn wonderbaarlijke kolossale wezens die in een andere wereld leven.

## Verbeteringen
De verhaallijnen en de gameplay zijn onveranderd gebleven. Veranderingen zijn:
- De grafische kwaliteit is verbeterd naar 1080p
- Een vast FPS van 30 beelden per seconde
- Beide spellen ondersteunen 3D
- Beide spellen ondersteunen 7.1 surround sound